# Jaak Salumets
Jaak Salumets (Paide, 30 januari 1949) is een gepensioneerde Estisch professioneel basketbalspeler die uitkwam voor het nationale team van de Sovjet-Unie.

## Profcarrière
Salumets speelde zijn gehele carrière van 1967 tot 1978 voor topclub Kalev Tallinn. Met Kalev verloor hij de finale om de Beker van de Sovjet-Unie in 1978. Met het nationale team van de Sovjet-Unie won hij brons op de Europese kampioenschappen in 1973.
In 1985 begon Salumets als coach bij Kalev Tallinn. Met Kalev werd hij landskampioen van de Sovjet-Unie in 1991. Kalev was daarmee de laatste landskampioen van de Sovjet-Unie. In 1991 verhuisde hij naar Lahden NMKY in Finland. In 1993 verhuisde hij naar Europese topclub Žalgiris Kaunas in Litouwen. Met die club werd hij landskampioen van Litouwen in 1994. Ondanks die landstitel keerde hij in 1994 terug naar Kalev Tallinn. Met Kalev werd hij twee keer landskampioen van Estland in 1995 en 1996. In 1997 stapte hij over naar Dalkia Nybit Tallinn.
Tussen 1993 en 1997 was Salumets tevens bondscoach van het nationale team van Estland. Dit team behaalde de zesde plaats op de Europese kampioenschappen in 1993.

## Erelijst

### Speler
- Bekerwinnaar Sovjet-Unie:
  - Runner-up: 1978
- Europees kampioenschap:
  - Brons: 1973

### Coach
- Landskampioen Sovjet-Unie: 1
  - Winnaar: 1991
- Landskampioen Estland: 2
  - Winnaar: 1995, 1996
- Landskampioen Litouwen: 1
  - Winnaar: 1994

## Politiek
Namens de liberale Estse Hervormingspartij had Salumets tussen 2007 en 2011 zitting in de Riigikogu, het nationale parlement van Estland.